# Osmylops monofoveatus
Osmylops monofoveatus is een insect uit de familie van de Nymphidae, die tot de orde netvleugeligen (Neuroptera) behoort. 
Osmylops monofoveatus is voor het eerst wetenschappelijk beschreven door Oswald in 1998.